# Décembre 1956

## Évènements
- Fondation du MPLA, Mouvement populaire de libération de l'Angola, par Mário de Andrade et Agostinho Neto.
- Le FLN élimine son rival, le Mouvement national algérien (MNA).
- République populaire roumaine : augmentation des salaires ouvriers en Roumanie après la révolte hongroise. Les investissements du Plan sont réduits au profit des biens de consommation. À la campagne, les livraisons obligatoires sont abolies et la collectivisation freinée.

- 2 décembre : Fidel Castro, avec 81 compagnons dont son frère Raúl et l’Argentin Ernesto « Che » Guevara débarquent à Cuba à bord du navire le Granma pour tenter de renverser Batista. C’est un échec et seule une poignée d’hommes peut s’enfuir dans la Sierra Maestra avec les frères Castro et le Che.

- 5 décembre : les Conseils généraux d’Algérie et les municipalités régies comme les communes métropolitaines sont dissous.

- 9 décembre, Hongrie : dissolution des conseils ouvriers et des comités nationaux et arrestation de leurs chefs.

- 13 décembre : le Togoland est intégré à la côte de l’or (Ghana).

- 15 décembre : les troupes des Nations unies occupent la zone du canal de Suez.

- 18 décembre (Japon) : adhésion à l'ONU. Les États-Unis s'opposent à l'entrée de la Chine dans l'ONU.

- 18 - 19 décembre : attentats de l'UPC au Cameroun. 96 morts.

- 20 décembre (Indonésie) : en réaction aux progrès du PKI, le Masjumi adopte une attitude violemment anticommuniste et les « colonels » (Ahmad Hussein, Mauluddin Simbolon, Barlian) provoquent des mouvements de dissidence à Sumatra en décembre 1956 et janvier 1957. La rébellion poursuit des buts politiques : démission du gouvernement, rupture avec les communistes, politique extérieure pro-occidentale. Le conseil Bateng, qui prend en main une partie du centre de Sumatra, entre en conflit avec les communistes, et procède à l’arrestation des dirigeants du syndicat des travailleurs du pétrole du bassin de Parkanbaru, concédé à la compagnie américaine Caltex. Le gouvernement accuse les puissances étrangères d’intervenir dans la vie politique intérieure et suspend les officiers rebelles. Il décide cependant de tenir compte de certaines revendications justifiées.

- 23 décembre : Le Village enchanté est le premier long-métrage dessin animé québécois pour enfants réalisé par les frères Racicot sorti au Cinéma du Québec. Ce film est interprète par le narrateur Pierre Dagenais.

- 26 décembre : premier vol de l'intercepteur américain Convair F-106 Delta Dart.

- 30 décembre : des « ratonnades » se produisent à l’issue de l’enterrement d’Amédée Froger, président de la Fédération des maires de l’Algérie, assassiné par le FLN.

- 31 décembre :
  - [1] : la République d'Afrique du Sud se retire de l'UNESCO en se plaignant que certaines publications de l'Organisation interfèrent dans les problèmes raciaux du pays.
  - Doctrine Eisenhower : aide américaine aux régimes qui se sentiraient exposés à une agression communiste.
  - John Dulles présente au secrétaire général de l’ONU, Dag Hammarskjöld, la doctrine Eisenhower pour le Proche-Orient. Les États-Unis s’opposeront à toute agression soviétique dans la région et fourniront une aide économique aux pays qui en feront la demande. Les pays arabes, à l’exception de l’Égypte et de la Syrie, se rallient à la doctrine Eisenhower (1957).

## Naissances
- 1er décembre : 
  - Claire Chazal, journaliste française et présentatrice TV française.
  - Julee Cruise, chanteuse américaine († 9 juin 2022).
- 2 décembre : Steven Bauer, acteur américain.
- 5 décembre : Rosalía Arteaga, femme politique, ancienne vice-présidente et présidente élue de Équateur.
- 7 décembre : 
  - Chuy Bravo, acteur et humoriste américain († 14 décembre 2019).
  - Krystian Zimerman, pianiste et chef d'orchestre polonais.
- 9 décembre : Jean-Pierre Thiollet, auteur français.
- 13 décembre : Marie Forså, actrice suédoise.
- 14 décembre : Hanni Wenzel, skieuse alpine du Liechtenstein, championne olympique en 1980.
- 18 décembre : Reinhold Ewald, spationaute allemand.
- 23 décembre : Michele Alboreto, pilote italien de Formule 1. († 25 avril 2001).
- 20 décembre : Mohamed Ould Abdel Aziz, Ancien président de la Mauritanie.
- 23 décembre : Dave Murray, guitariste du groupe Iron Maiden.
- 28 décembre : Nigel Kennedy, violoniste britannique.
- 29 décembre : Ptiluc, auteur belge de bande dessinée.
- 30 décembre : François Hesnault, pilote automobile français.
- 31 décembre : 
  - Martin Fettman, astronaute américain.
  - Paul Zed, avocat et homme politique du Nouveau-Brunswick.

## Décès
- 3 décembre : Alexandre Rodtchenko, peintre, sculpteur, photographe et designer russe (° 23 novembre 1891).
- 6 décembre : Bhimrao Ramji Ambedkar, juriste et homme politique indien.
- 7 décembre : Huntley Gordon, acteur.
- 8 décembre : Jimmy Angel, aviateur et explorateur américain.
- 18 décembre : Pedro Luna, artiste peintre chilien (° 19 octobre 1896).
- 24 décembre : Fred Money, peintre et illustrateur français (° 8 mai 1882).